# NBA Lifetime Achievement Award

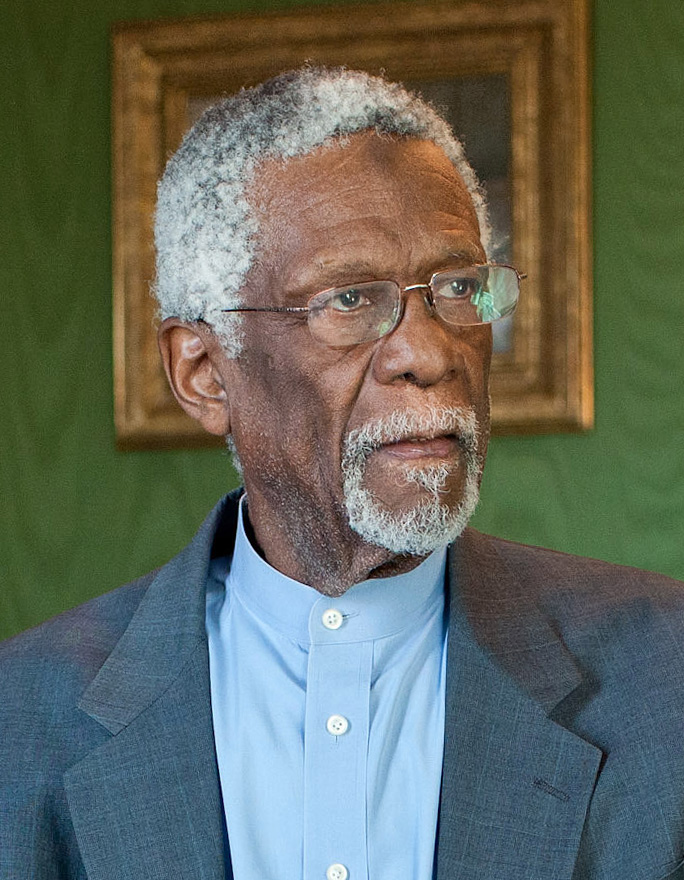
Bill Russell

Le NBA Lifetime Achievement Award est un prix de la National Basketball Association (NBA) décerné à un joueur qui a donné l’exemple d’un immense succès sur le terrain et hors du terrain durant la totalité de sa carrière en NBA.
Le premier lauréat du prix était Bill Russell : membre du Hall of Fame et 11 fois champion de la NBA avec les Celtics de Boston. Le titre en 2019 a été partagé entre deux joueurs : Larry Bird et Magic Johnson, acteurs majeurs de la rivalité entre les Celtics et les Lakers de Los Angeles durant les années 1980 notamment. Tous les lauréats ont été élus au Naismith Memorial Basketball Hall of Fame avant de recevoir le prix.

## Vainqueurs
|  | Joueur intronisé au Naismith Memorial Basketball Hall of Fame |

| Saison    | Joueur          | Position | Nationalité | Équipe(s)                                  | Réf.  |
| --------- | --------------- | -------- | ----------- | ------------------------------------------ | ----- |
| 2016-2017 | Bill Russell    | Pivot    | États-Unis  | Celtics de Boston                          | [ 1 ] |
| 2017-2018 | Oscar Robertson | Meneur   | États-Unis  | Royals de Cincinnati et Bucks de Milwaukee | [ 3 ] |
| 2018-2019 | Larry Bird      | Ailier   | États-Unis  | Celtics de Boston                          | [ 2 ] |
| 2018-2019 | Magic Johnson   | Meneur   | États-Unis  | Lakers de Los Angeles                      | [ 2 ] |